# スザンナと長老たち (グエルチーノ、パルマ)
『スザンナと長老たち』（スザンナとちょうろうたち、伊: Susanna e i vecchioni、英: Susannah and the Elders）は、イタリアのバロック絵画の巨匠グエルチーノが1650年にキャンバス上に油彩で制作した絵画である。『旧約聖書』の「ダニエル書」13章にあるスザンナの水浴の物語を主題としている。現在、パルマ国立美術館に所蔵されている。なお、マドリードのプラド美術館にも、グエルチーノがずっと以前の1617年に描いた同主題作『スザンナと長老たち』がある。

## 歴史
作品は、レッジョ・エミリアの伯爵でパオロ・パリゼッティ (Paolo Parisetti, 1602 - 1661年) により委嘱された。彼はレッジョ・エミリアの伯爵であったが、同時代のボローニャ派絵画の収集家で、とりわけ道徳的で祈祷用の絵画に興味を持っていた。グエルチーノの出納帳には、1650年5月25日に作品への支払いが記されているものの、作品の委嘱はその1年前であった可能性がある。作品は20世紀初頭までレッジョ・エミリアの収集家たちに引き継がれていたが、パルマの伯爵マリア・カルヴィ・トルニエッリ・パリゼッティ (Maria Calvi Tornielli Parisetti) に相続され、1907年に現在の所蔵先であるパルマ国立美術館に売却された。

## 作品

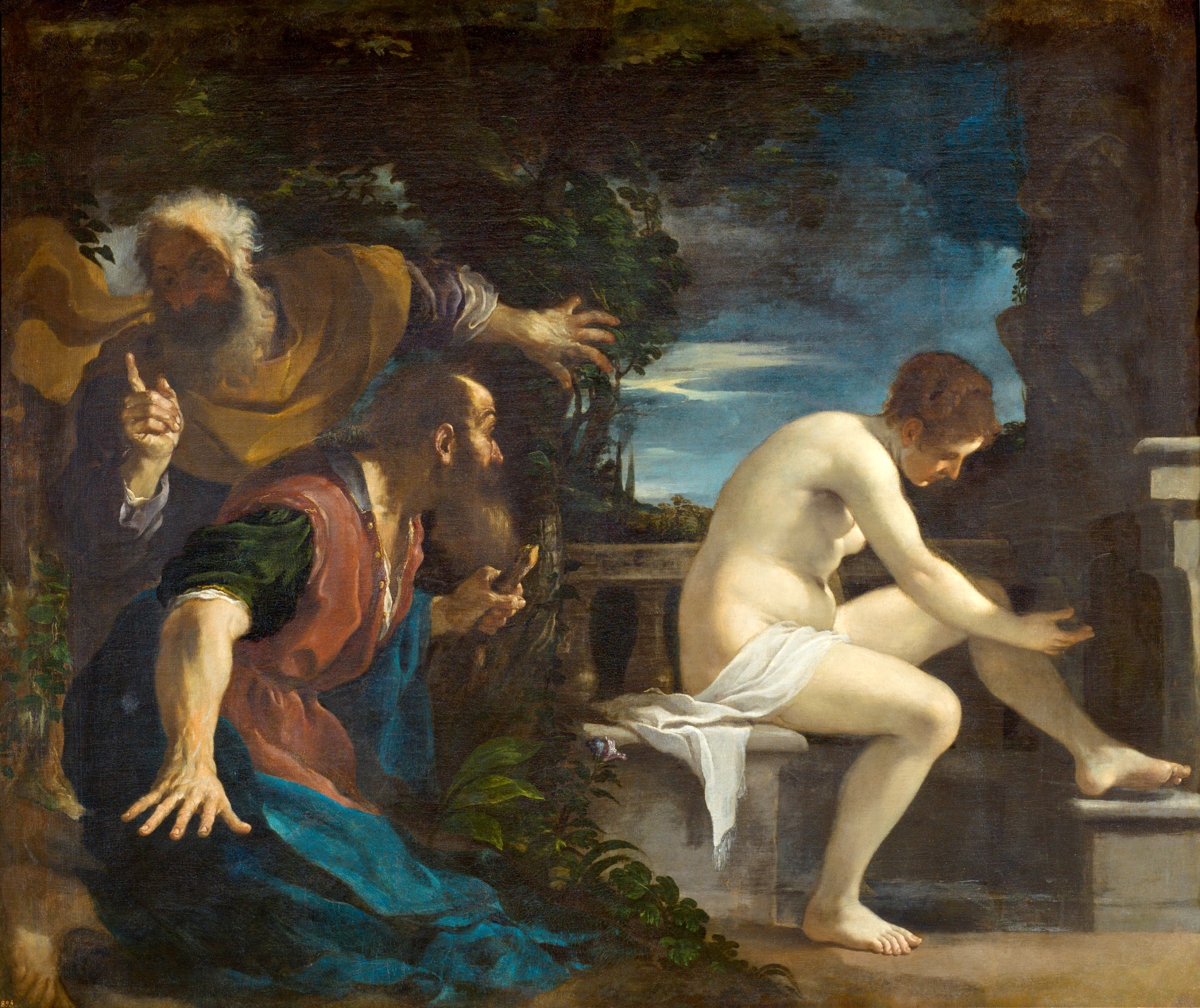
グエルチーノ『スザンナと長老たち』 (1617年)、プラド美術館、マドリード

「ダニエル書」の記述によれば、ある暑い日、ヨアキムの妻スザンナは自宅にあった泉の1つで水浴をしていた。その時、2人の裁判官の老人が隠れた場所から彼女の姿を覗いていたが、彼女は気づかなかった。老人たちはしばらく前から彼女に対して欲望を抱いており、この時、彼女を凌辱しようとした。スザンナが彼らを拒むと、後に彼らは自分たちの裁判官という地位を利用し、彼女を不倫の咎で責めた。しかし、ダニエルが彼女の無実を証明し、彼らは死刑を宣告された。この物語は伝統的に救済と神の正義の象徴とされてきたが、一方で16世紀以降は女性の裸体を描く口実として、しばしば描かれることとなった。
プラド美術館にある同主題作と比較すると、本作の特徴が明らかとなる。プラド美術館の作品では、スザンナは老人たちに気づいていない。また、老人の1人は鑑賞者に向かって人差し指を立て、彼女に気づかれないよう注意を促している。つまり鑑賞者は老人たちの共犯者なのである。一方、本作には物語の次の段階が示されている。スザンナは老人たちの出現に怯え、身を守りつつ哀願の眼差しを天に向ける。老人たちは鑑賞者の方ではなくスザンナの方を向き、脅しながら説得しているので、鑑賞者はスザンナに感情移入することになる。また、彼女の眼差しの先と光源が一致しており、神意が光によって暗示されている。
この絵画の構図は極めて明快である。画面は壁により水平方向に二分され、さらに左手前から右奥に向かって噴水、スザンナ、老人たちが奥行きを深めつつ対角線上に並ぶことで、画面が整理されている。各人物のジェスチャーは感情を物語る。スザンナの下半身のプロポーションは不正確であるが、それが逆に彼女の量感を引き立てる。本作は、グエルチーノの後期様式の到達点となった作品である。